# 孔之全
孔之全（?—?），字工叔，大蒙古国兖州曲阜县（今山东省曲阜市）人。孔子五十二代孫，孔端立（孔宗願第三子孔若愚之子）玄孙，孔琥曾孙，孔拂之孙，孔元用之子。
成吉思汗二十一年（1226年），其父孔元用随蒙古军征益都，次年，战死于益都城下。孔之全以迪功郎为曲阜尹，权主祭祀事，蒙古军攻克金都汴京（今河南开封），孔元措归来。於是免去孔之全衍聖公封號，祇任曲阜縣尹。元憲宗二年（1252年），孔湞被廢，此后，孔之全专任曲阜县尹。由于孔子家族内部斗争引起了朝廷的反感，忽必烈对儒生并不很重视，孔之全仍司其原职，没有被封为衍圣公。孔之全卒年五十二歲。孔之全去世后，孔治以父死子继，承袭曲阜县令，兼主孔庙祀事。直到元成宗时才被封为衍圣公。其子三人：孔治（孔子世家第四派始祖）、孔澄（孔子世家第五派始祖）、孔濟（孔子世家第六派始祖）。

## 参看
- 孔子
- 孔子世家大宗世系
- 孔子世家大宗世系图
- 孔子世家南宗北宗世系图